# Стічні води

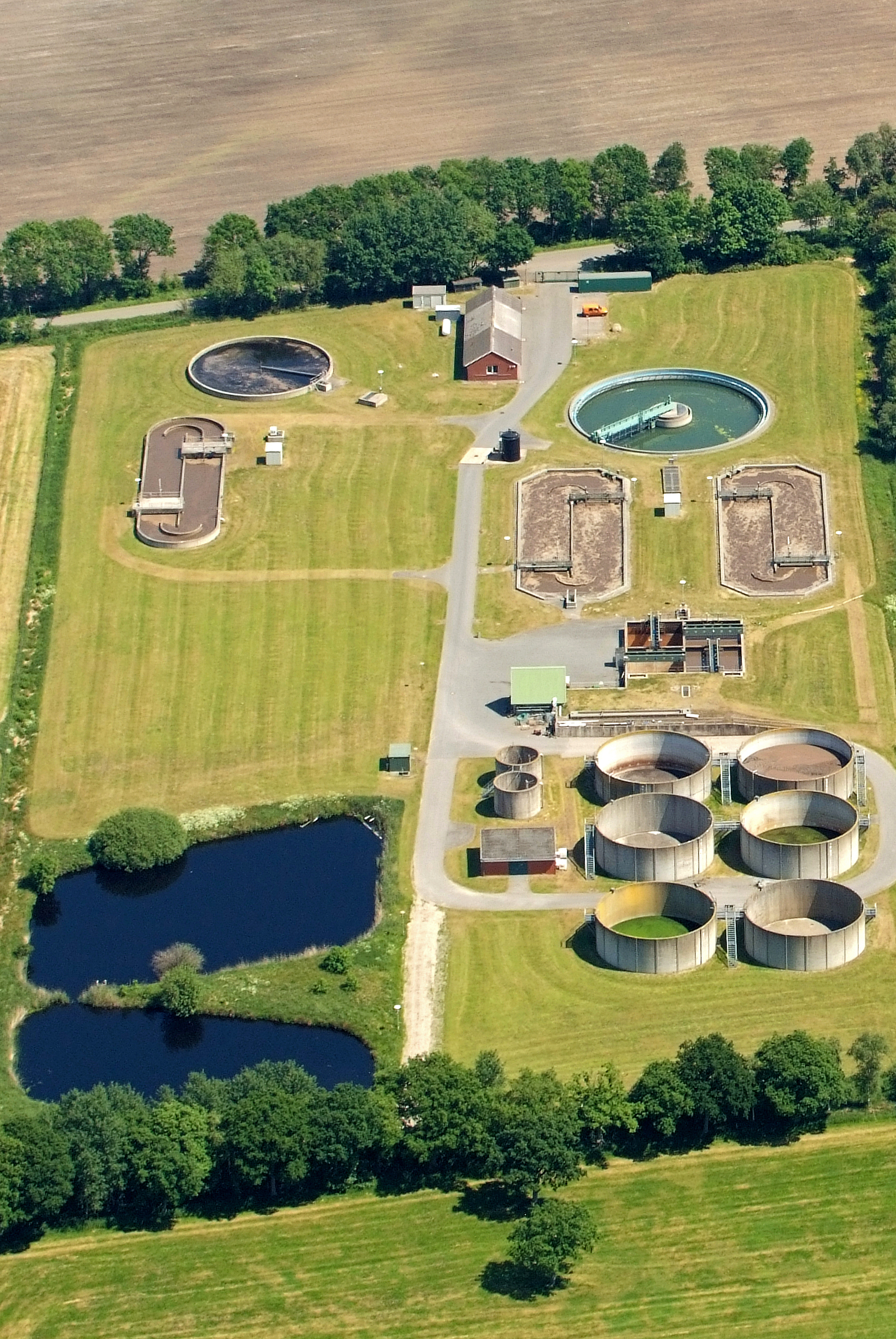
Завод з переробки стічних вод у Куксгафені, Німеччина

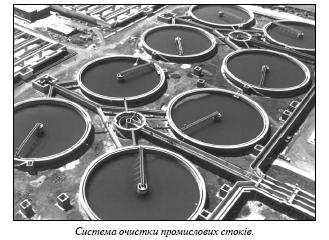
Очищення стічних вод

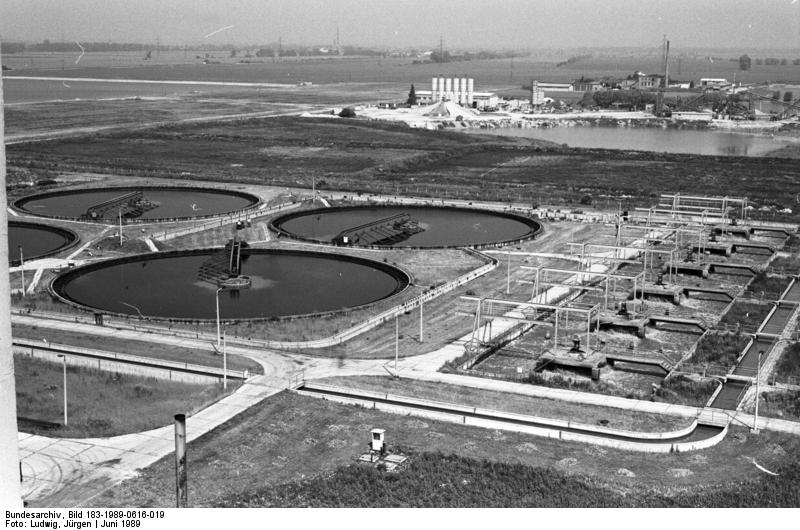
Очищення стічних вод

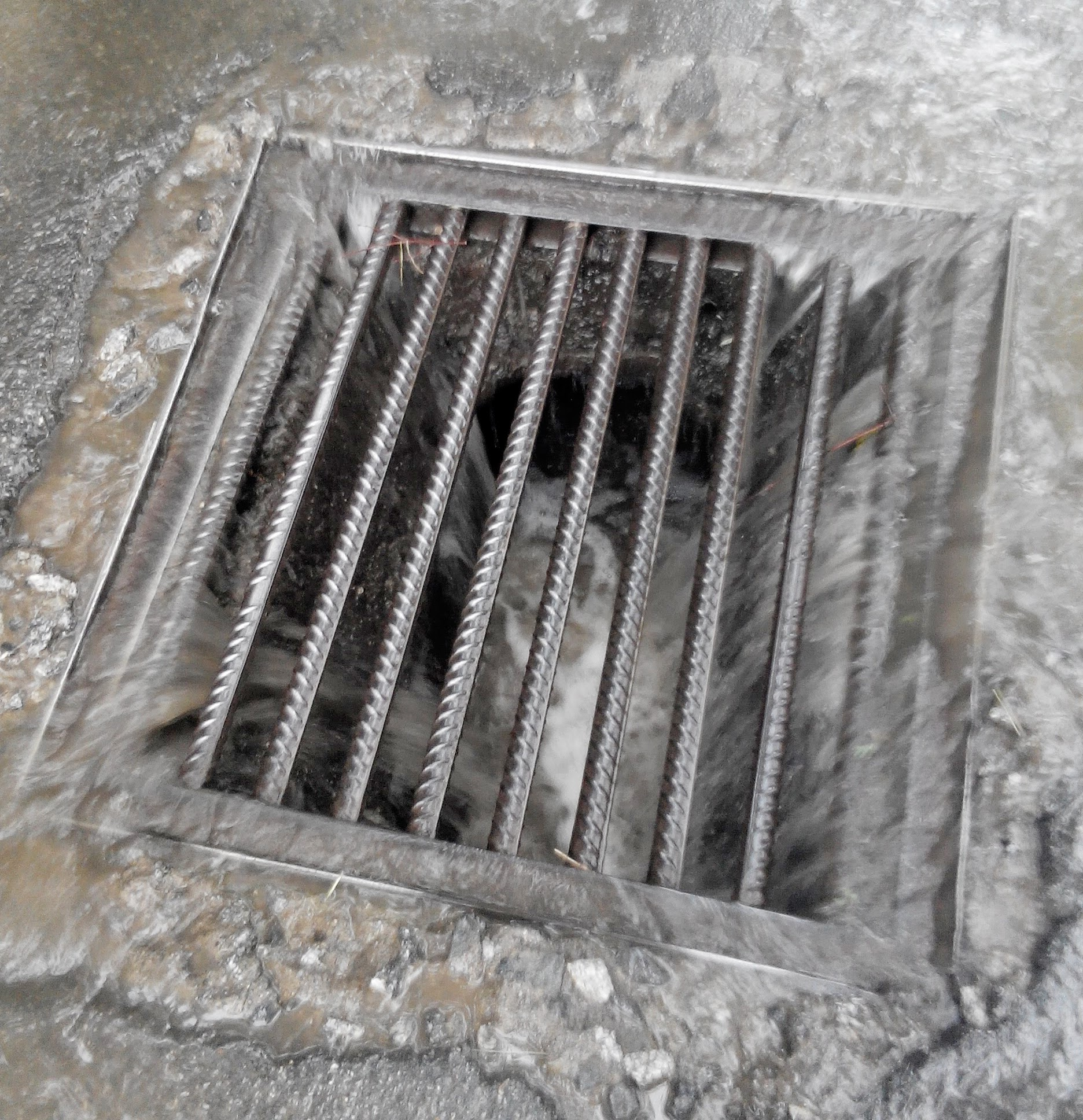
Дощоприймач із стічними водами з житлових кварталів після зливи

Стічні́ во́ди — води, що утворилися в процесі господарсько-побутової і виробничої діяльності (крім шахтної, кар'єрної і дренажної води), а також відведені з забудованої території, на якій вони утворилися внаслідок випадання атмосферних опадів.

## Загальна характеристика
Згідно з Водним кодексом України, стічна вода — вода, що утворилася в процесі господарсько-побутової і виробничої діяльності (крім шахтної, кар'єрної і дренажної води), а також відведена з забудованої території, на якій вона утворилася внаслідок випадання атмосферних опадів.
Термін «стічні води» не можна підміняти неунормованим не науковим виразом «стоки», який часто зустрічається в аматорських текстах.
В залежності від походження та складу забруднювальних речовин (домішок) стічні води поділяються на чотири основні категорії: господарсько-побутові, промислові (виробничі), сільськогосподарські та дощові стічні води, що стікають з території виробничих об'єктів та населених пунктів у результаті випадання атмосферних опадів чи поливання вулиць. Як правило, С.в. з територій виробничих об'єктів та населених пунктів видаляються системами каналізації. Стічні води забруднені різними домішками — мінеральними, органічними, а також містять патогенні (хвороботворні) мікроорганізми.
Стічні води вважаються очищеними, якщо вони задовольняють такі вимоги:
- Біохімічне споживання кисню не перевищує 50 мг/л
- Відсутні плаваючі органічні забруднювальні речовини;
- Вміст завислих частинок не перевищує 60 мг/л;
- Вміст нафти (конденсату) при екстрагуванні ефіром не перевищує 5 мг/л
- Кольоровість — понад 20 одиниць (за платинокобальтовою шкалою)
- Водневий показник рН = 6-9

Скидання пластових вод, що надходять разом з газом, ускладнюються присутністю в них емульгованої нафти (конденсату), різноманітних корозійних речовин, піску, розчинених сульфідів, які потім випадають в осад, великої кількості розчинених мінеральних солей, а іноді й солей слабких органічних кислот. Крім того, в пластових водах у виміряних кількостях можуть бути присутні токсичні речовини — сполуки барію, стронцію, важкі метали. Скидання промислових стічних вод компресорних і насосних станцій, газопереробних заводів і підземних сховищ газу ускладнюється присутністю розчинених (з наступним випаданням в осад) сульфідів, солей, кислотних і лужних розчинів, одно- і багатоатомних спиртів.

## Види стічних вод
За походженням виділяють наступні види стічних вод:.

- Господарсько-побутові стічні води — утворюються в житлових приміщеннях, а також в побутових приміщеннях на виробництві (наприклад, душові кабіни, туалети), відводяться через систему господарсько-побутової каналізації або по загальносплавній. Забруднені головним чином мийними засобами та екскрементами. Велика частина завислих твердих речовин має целюлозну природу, а інші забруднюючі органічні речовини включають жирні кислоти, вуглеводи і білки. Неприємний запах побутових стічних вод обумовлений розкладанням білків в анаеробних умовах.

Склад господарсько-побутових стічних вод відносно постійний і характеризується в основному органічними забруднюючими речовинами (близько 60 %) в нерозчиненому, колоїдному та розчиненому стані, а також різними бактеріями і мікроорганізмами, у тому числі й патогенними..
- Промислові стічні води — утворюються в результаті використання води в технологічних процесах на промислових підприємствах або видобутку корисних копалин, відводяться через систему промислової або загальносплавной каналізації. Найбільш характерними і небезпечними забруднюючими речовинами промислових стічних вод є екстрагуючі речовини (переважно нафтопродукти), феноли, синтетичні поверхнево-активні речовини, важкі метали, органічні речовини з тривалим терміном розкладання, в тому числі різні пестициди. Виділяють забруднені та умовно чисті промислові стічні води. Прикладом умовно чистих стічних вод може бути вода, що використовувалась для охолодження в теплообмінних апаратах.
- Сільськогосподарські стічні води — поділяються на стічні води від тваринницьких комплексів і поверхневі стічні води з полів. Перший тип стічних вод містить велику кількість органічних забруднюючих речовин, другий містить агрохімічні речовини, що використовуються як добрива і засоби захисту рослин від шкідників.
- Дощові стічні води — формуються за рахунок дощових, талих (сніг, град) і поливальних вод. Відводяться як правило через систему зливової каналізації. Діляться на дощові і талі. Забруднені зазвичай зваженими речовинами органічного та мінерального походження, нафтопродуктами, біогенними речовинами та важкими металами.
- Шахтні і рудничні стічні води — утворюються в процесі видобутку та переробки корисних копалин, тому часто мають високу мінералізацію, кислу реакцію середовища, велику кількість рудничних елементів, що знаходяться в розчиненій і завислій формах.
- Стічні води збагачувальних фабрик — флотаційні відходи, зливи згущувачів, фільтрати вакуум-фільтрів.
- Стічні води підприємств нафтової і газової промисловості

## Основні типи забруднюючих речовин

### За природою
- Мінеральні домішки
- Органічні домішки
- Мікроорганізми

До мінеральних забруднюючих речовин належать пісок, глина, шлак, розчини мінеральних солей, кислот та лугів.
Органічні забруднюючі речовини бувають рослинного та тваринного походження. Рослинного походження — містять залишки рослин, плодів, злаків, овочів, паперу. З хімічної точки зору у цих забруднюючих речовинах в основному міститься вуглець у вигляді клітковини. Тваринного походження — містять фізіологічні відходи людей та тварин, жирові сполуки, органічні кислоти тощо. Основним хімічним елементом цих забруднюючих речовин є азот у вигляді білкових сполук. Стічні води, крім вуглецю та азоту, містять фосфор, калій, сірку, натрій та інші хімічні елементи та сполуки.
Бактеріальне та біологічне забруднення стічних вод представлено бактеріями (в тому числі патогенними, тобто хвороботворними), дріжджовими та пліснявими грибками, дрібними водоростями, тощо.

### За фізичним станом
За фізичним станом забруднюючі речовини стічних вод поділяються на:
- Нерозчинні домішки — великі завислі частинки (діаметром понад 0,1 мм) і у вигляді суспензії, емульсії і піни (частинки діаметром від 0,1 мм до 0,1 мкм);
- Колоїдні частинки — діаметром від 0,1 до 0,001 мкм;
- Розчинні частинки — молекулярно-дисперсні частинки діаметром менше 0,001 мкм.

Залежно від розмірів частинок, їх густини та швидкості руху стічних вод нерозчинені речовини можуть спливати на поверхню, знаходитись у завислому стані у воді та осідати на дно..

## Оцінка складу стічних вод
Для визначення складу стічних вод потрібно проведення значної кількості лабораторних аналізів — хімічних, фізико-хімічних, санітарно-бактеріологічних. Основними завданнями, які розв'язуються на основі отриманих даних аналізів, є:
- оцінка санітарно-токсикологічного стану стічних вод;
- визначення придатності стічних вод для конкретного виду використання, ступеня і характеру забруднення стічних вод;
- пошук способу очищення води, а також визначення методів управління процесами очищення стічних вод і контроль роботи споруд;
- оцінка ефективності роботи окремих споруд і технологічної схеми очищення стічних вод в цілому;
- екологічний контроль стану водного об'єкту, в який скидаються стічні води після очищення, з метою недопущення його забруднення та дотримання вимог з охорони вод.

## Очищення

### Методи очищення стічних вод
Очищення стічних вод промислових виробництв здійснюють механічними, фізико-хімічними, біологічними, термічними методами.
Механічні методи використовують в основному як попередні. До них належать такі методи: відстоювання, фільтрування, центрифугування.
До фізико-хімічних методів очищення належать коагуляція, флокуляція, сорбція, флотація, екстракція, евапорація, іонний обмін, а також електрокоагуляція, електрофлотація.
Біологічний спосіб застосовується для очищення стічних вод від органічних речовин, іонів важких металів, наприклад, від іонів хрому за допомогою бактерій, названих дехроматіканс, і деяких неорганічних речовин (Н2, N2, NH3). Процес заснований на мінералізації органічних речовин до простих мінеральних сполук, які знаходяться у воді як в розчиненому стані, так і в тонко диспергованому нерозчиненому і колоїдному стані, за допомогою спеціальних мікроорганізмів. Відомі анаеробні (без участі кисню) та аеробні (з участю кисню) методи біохімічного очищення. (див. Біологічний окислювач, Біопаливо, Мікробні паливні елементи)
Термічні методи використовують для очищення дуже мінералізованих стічних вод, що містять солі кальцію, магнію, органічні домішки. Очищену воду одержують, в основному, випаровуванням в спеціальних установках. В деяких випадках використовують вогненний метод, при якому стічні води розпилюють безпосередньо в гарячі гази. При цьому вода повністю випаровується, а органічні домішки згорають, мінеральні речовини перетворюються на тверді або розплавлені частинки, які потім уловлюються.
До нових методів очищення промислових стічних вод належать їх обробка в магнітних і електричних полях; диспергування домішок, що містяться в стічних водах; мембранні (ультрафільтрація, зворотний осмос, мікрофільтрація, випаровування через мембрани, діаліз, електродіаліз).

## Стан в Україні
Питома вага забруднених стічних вод у загальному їх обсязі становила в кінці ХХ ст. в цілому по Україні 28 %, в тому числі у Харківській та Луганській областях — понад 70 %, у Чернівецькій, Одеській, Донецькій областях — понад 50 %. Скидання стічних вод у водні об'єкти може впливати на хімічний склад природних вод та погіршувати їх якість.